# Clepsimorpha
Clepsimorpha é um gênero de traça pertencente à família Agonoxenidae.